# Емре Килинч
Емре Килинч (тур. Emre Kılınç, нар. 23 серпня 1994, Сакар'я) — турецький футболіст, півзахисник клубу «Самсунспор» та національної збірної Туреччини.

## Клубна кар'єра
Народився 23 серпня 1994 року в провінції Сакар'я, де і розпочав займатись футболом в клубі «Сакар'я Академікспор». У 2009 році він потрапив до футбольної школи клубу «Болуспор». Дорослу футбольну кар'єру розпочав 2011 року в основній команді того ж клубу, в якій провів шість сезонів, взявши участь у 125 матчах Першої ліги, другого дивізіону країни. Більшість часу, проведеного у складі «Болуспора», був основним гравцем команди.
У січні 2017 року Килинч перейшов до складу іншого клубу другого дивізіону «Сівасспора», якому в тому ж сезоні допоміг вийти до Суперліги, забивши за другу частину сезону 5 голів у 15 іграх. З сезону 2017/18 став виступати з командою у Суперлізі, залишаючись основним гравцем команди. Станом на 6 червня 2020 року відіграв за сіваську команду 100 матчів в національному чемпіонаті.

## Виступи за збірні
2012 року дебютував у складі юнацької збірної Туреччини (U-19), загалом на юнацькому рівні взяв участь у 3 іграх.
У 2014–2015 роках залучався до складу молодіжної збірної Туреччини. На молодіжному рівні зіграв у 2 офіційних матчах.
7 вересня 2019 року дебютував в офіційних іграх у складі національної збірної Туреччини в матчі відбіркового турніру до Євро-2020 проти Андорри (7:0), замінивши Хакана Чалханоглу на 80-й хвилині.

## Статистика виступів

### Статистика клубних виступів
| Сезон                | Команда              | Чемпіонат            | Чемпіонат | Чемпіонат | Національний кубок | Національний кубок | Національний кубок | Континентальні кубки | Континентальні кубки | Континентальні кубки | Інші змагання | Інші змагання | Інші змагання | Усього | Усього | Усього |
| Сезон                | Команда              | Ліга                 | Ігор      | Голів     | Ліга               | Ігор               | Голів              | Ліга                 | Ігор                 | Голів                | Ліга          | Ігор          | Голів         | Ігор   | Голів  |        |
| -------------------- | -------------------- | -------------------- | --------- | --------- | ------------------ | ------------------ | ------------------ | -------------------- | -------------------- | -------------------- | ------------- | ------------- | ------------- | ------ | ------ | ------ |
| 2011–12              | «Болуспор»           | 1Л (ІІ)              | 4         | 0         | КТ                 | 1                  | 0                  |                      | -                    | -                    |               | -             | -             | 5      | 0      |        |
| 2012–13              | «Болуспор»           | 1Л (ІІ)              | 12        | 2         | КТ                 | 1                  | 0                  |                      | -                    | -                    |               | -             | -             | 13     | 2      |        |
| 2013–14              | «Болуспор»           | 1Л (ІІ)              | 31        | 3         | КТ                 | 0                  | 0                  |                      | -                    | -                    |               | -             | -             | 31     | 3      |        |
| 2014–15              | «Болуспор»           | 1Л (ІІ)              | 32        | 10        | КТ                 | 0                  | 0                  |                      | -                    | -                    |               | -             | -             | 32     | 10     |        |
| 2015–16              | «Болуспор»           | 1Л (ІІ)              | 30        | 3         | КТ                 | 6                  | 2                  |                      | -                    | -                    |               | -             | -             | 36     | 5      |        |
| 2016-січ. 2017       | «Болуспор»           | 1Л (ІІ)              | 16        | 2         | КТ                 | 0                  | 0                  |                      | -                    | -                    |               | -             | -             | 16     | 2      |        |
| Усього за «Болуспор» | Усього за «Болуспор» | Усього за «Болуспор» | 125       | 20        |                    | 8                  | 2                  |                      | -                    | -                    |               | -             | -             | 133    | 22     |        |
| січ.-черв. 2017      | «Сівасспор»          | 1Л (ІІ)              | 15        | 5         | КТ                 | 5                  | 1                  |                      | -                    | -                    |               | -             | -             | 20     | 6      |        |
| 2017–18              | «Сівасспор»          | СЛ                   | 19        | 1         | КТ                 | 3                  | 0                  |                      | -                    | -                    |               | -             | -             | 22     | 1      |        |
| Усього за кар'єру    | Усього за кар'єру    | Усього за кар'єру    | 159       | 26        |                    | 16                 | 3                  |                      | -                    | -                    |               | -             | -             | 175    | 39     |        |